# Benzodiazepiny

Obecná struktura benzodiazepinů

Benzodiazepiny (v literatuře se často uvádí zkratka BDZ nebo BZD) jsou psychoaktivní látky (drogy), jejichž chemická struktura je založena na spojení benzenového a diazepinového kruhu. První benzodiazepin, chlordiazepoxid (Librium), byl náhodně objeven Leem Sternbachem v roce 1955, na trh ho uvedla v roce 1960 firma Roche vyrábějící od roku 1963 také diazepam (Valium).
Benzodiazepiny zesilují působení neurotransmiteru GABA a vyvolávají tak sedativní, hypnotický, anxiolytický, antikonvulzivní, myorelaxační a amnestický účinek. Pro tyto vlastnosti jsou benzodiazepiny užitečné při léčbě úzkosti, nespavosti, agitace, křečí, abstinenčních příznaků a jako premedikace před lékařskými zákroky. Benzodiazepiny se dělí do tří kategorií, na krátkodobě, střednědobě a dlouhodobě působící. Krátkodobě a střednědobě působící benzodiazepiny se upřednostňují při léčbě nespavosti, dlouhodobě působící při léčbě úzkosti.
Obecně jsou benzodiazepiny bezpečné a účinné při krátkodobém používání, byť se mohou občas vyskytnout kognitivní poruchy a paradoxní účinky, například agrese nebo behaviorální disinhibice. Dlouhodobé užívání je kontroverzní vzhledem k obavám ohledně psychologických i tělesných účinků, otáznější účinnosti, a také proto, že jsou benzodiazepiny náchylné na vyvolání tolerance, fyzické závislosti a při vysazení se dostaví abstinenční syndrom. Kvůli nežádoucím účinkům spojeným s dlouhodobým užíváním benzodiazepinů vede obecně jejich vysazení ke zlepšení tělesného a duševního zdraví. Starší osoby jsou krátkodobými i dlouhodobými nežádoucími účinky více ohroženy.
Existuje také kontroverze ohledně bezpečnosti benzodiazepinů v těhotenství. Přestože nejsou významnými teratogeny, přetrvává nejistota, zda nemohou u malého počtu dětí způsobovat rozštěp patra a neurobehaviorální účinky. Je známo, že u novorozenců způsobují abstinenční příznaky. Benzodiazepiny se lze předávkovat, potom mohou způsobit nebezpečné kóma. Jsou však mnohem méně toxické než jejich předchůdci, barbituráty, a po užití samotných benzodiazepinů dochází k smrti jen zřídka. Zkombinují-li se ovšem s jinými látkami tlumícími centrální nervový systém, například s alkoholem nebo opiáty, potenciální toxicita roste. Benzodiazepiny se běžně zneužívají jako drogy a často se berou v kombinaci s jinými drogami.

## Historie

Molekulární struktura chlordiazepoxidu, prvního benzodiazepinu. Byl uveden na trh v roce 1960 firmou Hoffmann–La Roche pod značkou Librium.

První benzodiazepin, chlordiazepoxid (Librium), byl syntetizován v roce 1955, když Leo Sternbach pracoval u firmy Hoffmann–La Roche na vývoji trankvilizérů. Farmakologické vlastnosti sloučenin připravených v počáteční fázi byly neuspokojivé a Sternbach tento projekt zastavil. O dva roky později, v dubnu 1957, si jeho spolupracovník Earl Reeder při jarním úklidu laboratoře všiml „krásně krystalické“ sloučeniny zbylé po ukončeném projektu. Tato sloučenina, později nazvaná chlordiazepoxid, nebyla v roce 1955 testována, protože se Sternbach zaměřil na jiné věci. V očekávání, že farmakologické výsledky budou negativní, a v naději na publikaci chemicky zaměřených nálezů, výzkumníci látku podrobili standardní baterii testů na zvířatech. Sloučenina neočekávaně vykazovala velmi silné sedativní, antikonvulzivní a myorelaxační účinky. Tato strhující klinická zjištění vedla k rychlému uvedení látky do světa v roce 1960 pod obchodní značkou Librium. Po chlordiazepoxidu byl firmou Hoffmann–La Roche v roce 1963 uveden na trh diazepam pod značkou Valium. Po nějakou dobu byly tyto dvě látky komerčně nejúspěšnějšími léčivy. Příchod benzodiazepinů vedl k poklesu předepisování barbiturátů, v 70. letech 20. století benzodiazepiny ve značné míře nahradily starší léčiva pro sedativní a hypnotické užití.
Nová skupina léčiv byla nejprve přivítána optimismem v lékařském stavu, postupně ale vyvstávaly obavy; v 80. letech se stalo prokazatelné zvláště riziko závislosti. Benzodiazepiny mají unikátní historii v tom, že byly odpovědny za vůbec největší skupinovou žalobu proti výrobcům léčiv ve Velké Británii, kdy 14 000 pacientů a 1 800 právních kanceláří žalovalo výrobce, že věděli o potenciálu pro závislost, avšak tuto informaci před lékaři úmyslně zatajili. Současně bylo pacienty žalováno 117 praktických lékařů a 50 zdravotních úřadů o náhradu škody způsobené závislostí na benzodiazepinech a abstinenčními příznaky. To vedlo k tomu, že někteří lékaři začali vyžadovat podpis souhlasu pacientů a k doporučení, aby byli všichni pacienti před začátkem léčby dostatečně varováni ohledně rizik závislosti a abstinenčních příznaků. Soudní případ proti výrobcům léčiv nikdy nedospěl k rozsudku; právní pomoc byla zrušena a objevila se tvrzení, že soudní znalci z řad psychiatrů jsou ve střetu zájmů. Spor vedl ke změnám v britském právu, kdy byly skupinové žaloby ztíženy.
Přestože byla uvedena antidepresiva s anxiolytickými účinky a současně vzrůstá povědomí o nežádoucích účincích benzodiazepinů, předepisování benzodiazepinů pro krátkodobou úlevu od úzkosti významně nepokleslo. Pro léčbu nespavosti jsou nyní benzodiazepiny méně populární než nebenzodiazepinová hypnotika, např. zolpidem, zaleplon a eszopiklon. Tato hypnotika jsou sice molekulárně odlišná, nicméně působí na benzodiazepinových receptorech.

## Léčebné použití

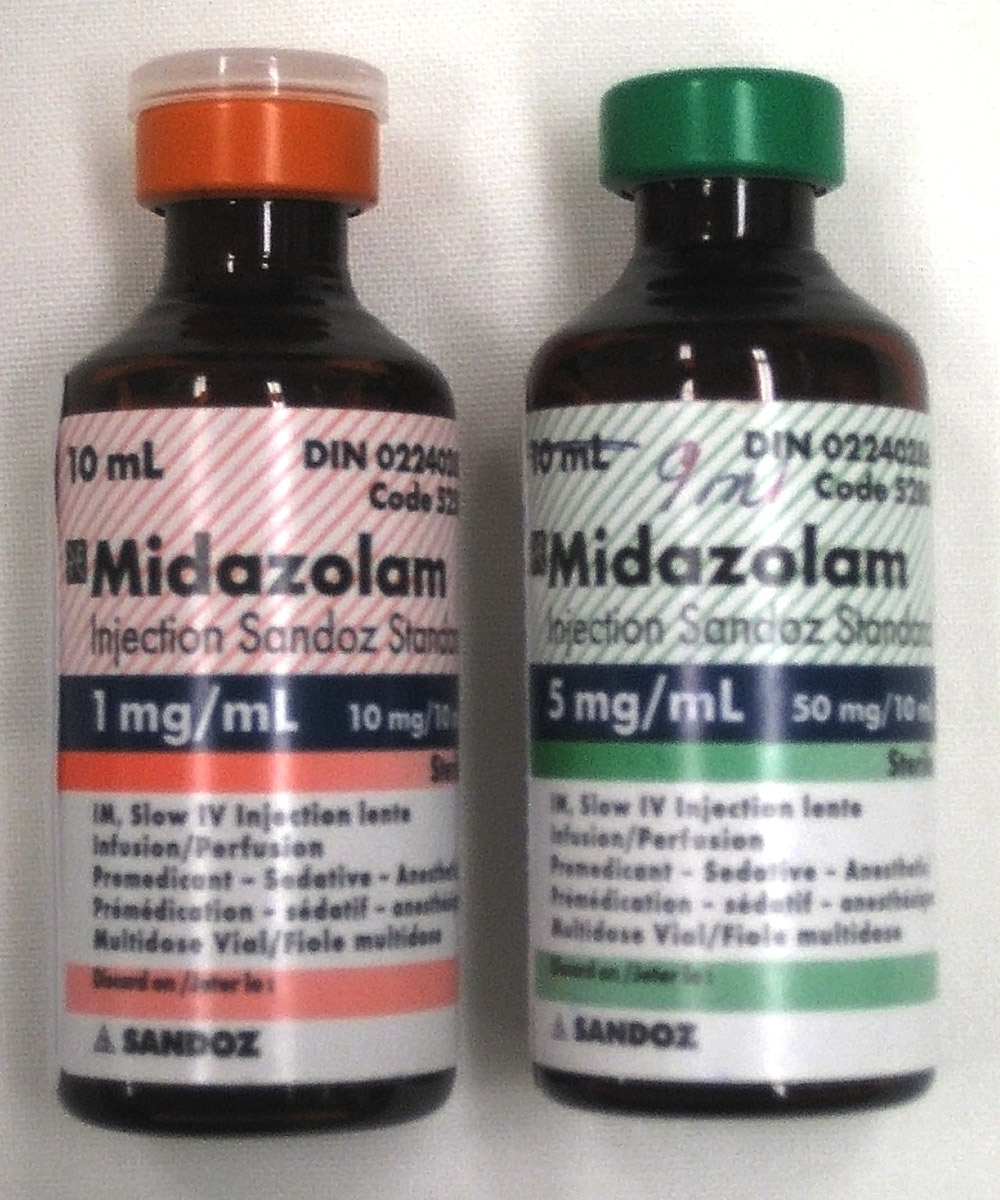
Midazolam k injekčnímu podání (1 mg/ml a 5 mg/ml)

Benzodiazepiny mají sedativní, hypnotické, anxiolytické, antikonvulzivní, myorelaxační a amnestické účinky, které jsou užitečné v mnoha indikacích, například při závislosti na alkoholu, křečích, úzkosti, panické poruše, agitaci nebo nespavosti. Většinou se podávají ústy, mohou se však podávat i nitrožilně, nitrosvalově nebo konečníkem. Obecně jsou benzodiazepiny dobře přijímány organismem a jsou bezpečnými a účinnými léčivy pro krátkodobé podávání při mnoha různých stavech. Na jejich účinky se může vyvinout tolerance a existuje také riziko vzniku závislosti; při vysazení léčby se může objevit abstinenční syndrom. Tyto faktory, společně s dalšími možnými druhotnými účinky při dlouhodobém podávání (například psychomotorické, kognitivní nebo paměťové poruchy), omezují dlouhodobou použitelnost benzodiazepinů. Mezi dlouhodobé účinky užívání nebo zneužívání benzodiazepinů patří tendence ke vzniku nebo zhoršení kognitivních deficitů, deprese a úzkosti.

### Panická porucha
Díky účinnosti, dobrému přijímání a rychlému nástupu anxiolytického účinku se benzodiazepiny často používají pro léčbu úzkosti spjaté s panickou poruchou. Ohledně dlouhodobého podávání při panické poruše však panuje mezi expertními společnostmi neshoda. Pohledy na věc se liší, od toho, že benzodiazepiny nejsou dlouhodobě účinné a že by měly být vyhrazeny pro případy vzdorující jiné léčbě, až po názor, že jsou dlouhodobě stejně účinné jako selektivní inhibitory zpětného vychytávání serotoninu (SSRI).
Pravidla Americké psychiatrické asociace (APA)  říkají, že jsou benzodiazepiny obecně dobře tolerovány a jejich použití pro počáteční léčbu panické poruchy je silně podporováno mnoha kontrolovanými zkouškami. APA tvrdí, že nejsou dostatečné důkazy pro to, aby se dal doporučit jeden ze zavedených způsobů léčby panické poruchy oproti jinému. Volba léčby mezi benzodiazepiny, SSRI, SNRI, tricyklickými antidepresivy a psychoterapií by měla být založena na historii pacienta, preferencích a individuálních charakteristikách. SSRI jsou pro mnoho pacientů s panickou poruchou pravděpodobně nejlepší volbou farmakoterapie, ovšem často se používají i benzodiazepiny a některé studie napovídají, že se stále používají častěji než SSRI. Jednou z výhod benzodiazepinů je, že zmírňují symptomy úzkosti mnohem rychleji než antidepresiva a proto mohou být preferovány u pacientů, kde je rychlé zvládnutí symptomů kritické. Tato výhoda je ovšem vyváženo možností rozvoje závislosti. APA nedoporučuje benzodiazepiny pro osoby s depresivními symptomy nebo pro ty, u kterých se v minulosti objevilo zneužívání návykových látek. Pravidla APA říkají, že farmakoterapie panické poruchy by měla obecně trvat nejméně jeden rok a že klinické zkušenosti podporují pokračující léčbu benzodiazepiny, aby nedošlo k návratu symptomů. Přestože vyvstaly velké obavy ohledně tolerance benzodiazepinů a abstinenčního syndromu, neexistují důkazy pro významné zvyšování dávek u pacientů dlouhodobě užívajících benzodiazepiny. U mnoha takových pacientů si stabilní dávky benzodiazepinů udržují svou účinnost po řadu let.
Pravidla vydaná britským Národním ústavem pro zdraví a klinickou kvalitu (NICE) provedla systematickou revizi pomocí odlišné metodologie a došla k odlišným závěrům. Zpochybnila přesnost studií, které nebyly kontrolované placebem a na základě zjištění placebem kontrolovaných studií nedoporučují používání benzodiazepinů déle než dva až čtyři týdny, protože tolerance a fyzická závislost se vyvíjejí rychle, přičemž mezi abstinenční příznaky patří opětovný nárůst úzkosti, dostavující se po šesti a více týdnech užívání. Nicméně jsou benzodiazepiny i nadále předepisovány pro dlouhodobou léčbu úzkostné poruchy, byť jako první volba se doporučují specifická antidepresiva společně s psychoterapií a jako druhá volba antikonvulzivum pregabalin. NICE tvrdí, že dlouhodobé užívání benzodiazepinů pro panickou poruchu s agorafobií nebo bez ní, je non lege artis, nemá dlouhodobou účinnost a proto není doporučeno klinickými pravidly. Psychoterapie, například kognitivně behaviorální terapie, je u panické poruchy doporučena jako léčba první volby; u benzodiazepinů se zjistilo, že interferují s přínosy této léčby.
Benzodiazepiny se obvykle podávají ústy. Ve velmi vzácných případech však může být lorazepam nebo diazepam podán nitrožilně pro léčbu panických záchvatů.

### Generalizovaná úzkostná porucha
Benzodiazepiny jsou velmi účinné při krátkodobém řešení generalizované úzkostné poruchy, nevykazují však účinnost z hlediska celkového dlouhodobého zlepšení stavu. Podle NICE (National Institute for Health and Clinical Excellence) lze benzodiazepiny použít pro okamžitou léčbu, je-li potřeba. Neměly by se ovšem obvykle podávat déle než 2-4 týdny. Jedinou dlouhodobou medikací, kterou NICE doporučuje pro generalizovanou úzkostnou poruchu, jsou antidepresiva.
Podobně Kanadská psychiatrická asociace (CPA) doporučuje alprazolam, bromazepam, lorazepam a diazepam pouze jako léčiva druhé linie, pokud selhala léčba dvěma různými antidepresivy. Byť jde o léčiva druhé linie, lze benzodiazepiny používat pro krátkodobou úlevu od úzkosti a agitace. Pravidla CPA říkají, že po 4-6 týdnech může účinek benzodiazepinů klesnout na úroveň placeba a že benzodiazepiny jsou při tišení ruminativních útrap (klíčového symptomu generalizované úzkostné poruchy) méně účinné než antidepresiva. V některých případech však dlouhodobé podávání benzodiazepinů jako doplňku k antidepresivům může být oprávněné.

### Nespavost

Strukturní vzorec flunitrazepamu - hypnotika známého zejména pod názvem Rohypnol

Benzodiazepiny mohou být užitečné pro krátkodobou léčbu nespavosti. Užívání po dobu delší než dva až čtyři týdny se nedoporučuje kvůli hrozícímu riziku závislosti. Přednostně se benzodiazepiny berou přerušovaně a v nejnižší účinné dávce. Korigují problémy spjaté se spánkem tím, že zkracují dobu strávenou v posteli před usnutím, prodlužují dobu spánku a obecně omezují bdění. Zhoršují však kvalitu spánku, protože se zvětšuje podíl mělkého spánku a zmenšuje podíl hlubokého. Mezi další nevýhody hypnotik, včetně benzodiazepinů, je možný vznik tolerance jejich účinků, opětovná nespavost při vysazení léčiva, snížení spánku charakterizovaného pomalými elektrickými vlnami, vysazovací období typicky s opětovnou nespavostí a dlouhodobé období úzkosti a agitace. Z benzodiazepinů schválených v USA pro léčbu nespavosti se doporučují ty, které mají rychlý nástup účinku a krátký eliminační poločas, například estazolam, triazolam a temazepam. Déle působící benzodiazepiny, například nitrazepam a diazepam, mají reziduální účinky, které mohou přetrvávat během následujícího dne, a obecně nejsou doporučeny.
Není jasné, zda jsou nová nebenzodiazepinová hypnotika lepší než krátkodobě působící benzodiazepiny. Účinnost těchto dvou skupin léčiv je podobná. Podle US AHRQ nepřímé porovnání ukazuje, že vedlejší účinky jsou u benzodiazepinů přibližně dvakrát častější než u nebenzodiazepinových léčiv. To může sloužit jako důvod, proč jako první volbu pro dlouhodobou léčbu nespavosti preferovat nebenzodiazepinové přípravky. Ovšem britský NICE nenašel přesvědčivé důkazy pro preferenci nebenzodiazepinů. Upozornil též na to, že jsou nebenzodiazepiny v klinických testech nevhodně porovnávány s dlouhodobě působícími benzodiazepiny. Neprováděly se žádné testy, které by porovnávaly krátkodobé nebenzodiazepiny se správně dávkovanými krátkodobými benzodiazepiny. Na základě toho NICE doporučuje volit hypnotika podle jejich ceny a pacientových preferencí.
Tvrdí se, že dlouhodobé užívání hypnotik a nadměrné předepisování těchto léčiv je neospravedlnitelným rizikem, zvláště u starších osob, a že je obecně pro veřejné zdraví škodlivé.

### Křeče
Delší epileptické záchvaty křečí jsou urgentním stavem, jenž lze obvykle účinně řešit podáním rychle účinkujících benzodiazepinů, které jsou potentními antikonvulzivy. Při hospitalizaci je první volbou nitrožilně podaný lorazepam nebo diazepam; diazepam má rychlejší nástup, lorazepam zase působí déle. V komunitě není nitrožilní podání praktické a proto se rektálně podává diazepam nebo (nověji) bukálně (umístění léku mezi dásně a tvář) midazolam; právě midazolam je preferován, protože je jeho podání snazší a společensky přijatelnější.
Když byly benzodiazepiny poprvé uvedeny, byly nadšeně přijaty pro léčbu všech forem epilepsie. Problémem se však při dlouhodobějším podávání stala ospalost takto léčených osob a rozvoj tolerance, proto se benzodiazepiny již nepoužívají jako léčiva první volby pro dlouhodobou léčbu epilepsie. Celosvětově se na specializovaných klinikách používá klobazam (který však není k dispozici v USA), ve Francii je populární klonazepam. Ve Velké Británii se obě tato léčiva používají v druhé linii při léčbě mnoha forem epilepsie. Klobazam je také velmi užitečný při krátkodobé profylaxi proti křečím a při menstruační epilepsii. Při vysazování benzodiazepinů po dlouhodobé léčbě epilepsie je třeba zvláštní opatrnosti, protože hrozí riziko návratu křečových záchvatů. Proto se dávka snižuje pomalu, po dobu až šesti měsíců nebo i déle.

### Odvykání alkoholu

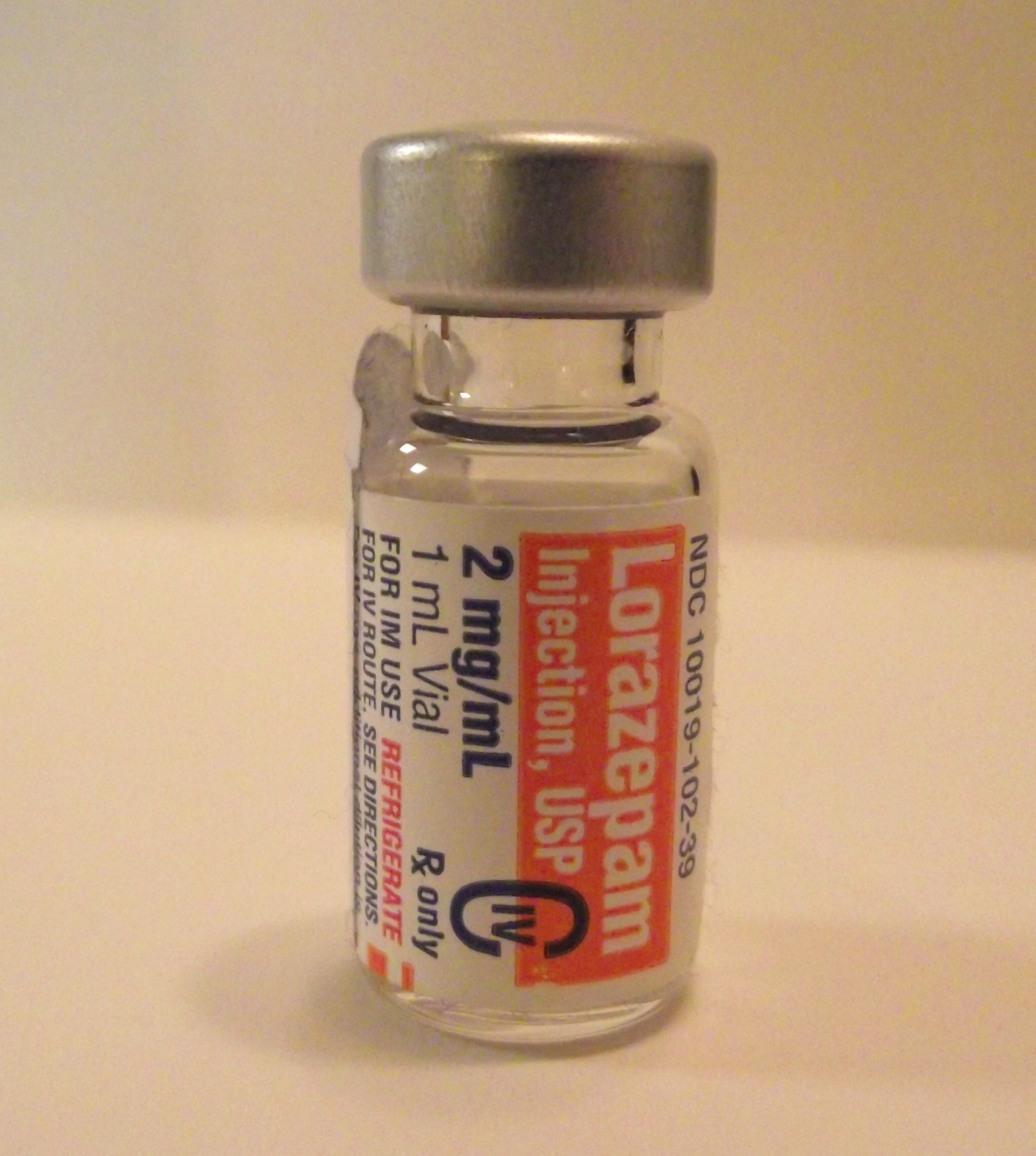
Lorazepam

Nejčastěji používaným benzodiazepinem pro alkoholovou detoxikaci je chlordiazepoxid, jako alternativu lze však použít také diazepam. Obě látky se používají u osob, které jsou odhodlány přestat s pitím alkoholu; předepisují se na krátké období, aby se minimalizovalo riziko rozvoje tolerance a závislosti na benzodiazepiny. Benzodiazepiny s delším biologickým poločasem činí detoxikaci snesitelnější a nebezpečné účinky vysazení alkoholu se vyskytují méně často. Na druhou stranu, krátkodobě působící benzodiazepiny mohou způsobovat prudké křeče a nejsou proto doporučeny pro ambulantní léčbu. U pacientů s rizikem akumulace léčiv se používají oxazepam a lorazepam, zvláště se to týká starších osob a pacientů s cirhózou. Tyto benzodiazepiny se totiž metabolizují jinak než ostatní látky z této skupiny – konjugací s glukuronidem.
Benzodiazepiny jsou přednostně voleny při syndromu odvykání alkoholu, zvláště pro prevenci a léčbu nebezpečných komplikací v podobě křečí nebo u pacientů s těžkým deliriem. Jediným benzodiazepinem s předvídatelným vstřebáváním ze svalů je lorazepam. Navíc je nejúčinnější při prevenci a léčbě akutních křečových záchvatů.

### Úzkost
Občas se benzodiazepiny používají pro léčbu akutní úzkosti, protože u většiny osob přinášejí rychlou a výraznou úlevu od jejích symptomů. Nedoporučuje se však jejich podávání déle než 2 až 4 týdny vzhledem k riziku vzniku tolerance a závislosti a k dlouhodobé neúčinnosti. V porovnání s jinými farmaky dochází u benzodiazepinů dvakrát častěji k relapsu po vysazení léčby. K dlouhodobé léčbě generalizované úzkostné poruchy se doporučuje léčba jinými psychofarmaky a psychoterapie. Antidepresiva mají vyšší míru remise a obecně jsou bezpečnější a účinnější z krátkodobého i dlouhodobého pohledu.

### Další indikace
Benzodiazepiny se často předepisují při široké škále stavů:
- Mohou být velmi užitečné při intenzivní péči k sedaci pacientů na umělé ventilaci nebo v těžkém stavu. V takových situacích je třeba opatrnosti, protože taková medikace může vést k útlumu dýchání; doporučuje se, aby byla připraveno řešení případného předávkování benzodiazepiny.[49]
- Benzodiazepiny jsou účinné jako premedikace před chirurgickými zákroky. Kromě odstranění úzkosti mohou vyvolat i amnézii, což je užitečné, protože si pacienti nepamatují nepříjemnosti ze zákroku.[50] Používají se i u pacientů s dentální fobií nebo při očních zákrocích, např. refraktivní chirurgii; takové použití je však kontroverzní a doporučuje se jen u velmi bázlivých pacientů.[51] Nejčastěji se používá midazolam, protože má silné sedativní účinky, které rychle odeznívají. Je také dobře rozpustný ve vodě, což omezuje bolest po injekci. Někdy se používá také diazepam nebo lorazepam. Lorazepam má zvlášť silné amnestické účinky, takže je vhodný tam, kde je žádoucí takových účinků dosáhnout.[22]
- U benzodiazepinů jsou dobře známy jejich myorelaxační účinky. Lze je proto používat při léčbě svalových křečí,[22] často se však vyvíjí tolerance.[8] Jako alternativa k benzodiazepinům se používá baklofen[52] nebo tizanidin. U tizanidinu byla zjištěna výborná tolerovatelnost v porovnání s diazepamem a baklofenem.[53]
- Benzodiazepiny lze použít k léčbě akutního panického stavu způsobeného intoxikací halucinogeny.[54] Tiší také akutní agitace a mohou se v případě potřeby podávat nitrosvalovou injekcí.[55] Někdy mohou být účinné při krátkodobé léčbě urgentních psychiatrických stavů, například psychózy při schizofrenii nebo manie. Přinášejí rychlé uklidnění a působí do doby, než začne účinkovat lithium nebo neuroleptika (antipsychotika). Nejčastěji se používá lorazepam, případně klonazepam.[56][57] I tady však platí, že se dlouhodobé podávání nedoporučuje vzhledem k riziku závislosti.[22]
- Klonazepam se používá při léčbě mnoha forem parasomnie.[58] Porucha REM dobře reaguje na nízké dávky klonazepamu.[59][60] Stejnou látku lze užít i jako lék třetí linie při syndromu neklidných nohou; aplikace pro tento stav je ještě stále zkoumána.[61][62]
- Někdy se benzodiazepiny používají při obsedantně kompulzivní poruše, obecně jsou však považovány v této indikaci za neúčinné. Jedna malá studie ovšem zjistila jejich účinnost.[63] Považují se za lék volby v případech, které vzdorují jiné léčbě.[64]
- Při deliriu se obecně za léčiva první linie považují antipsychotika. Pokud je však delirium způsobeno vysazením alkoholu nebo sedativních hypnotik, jsou první volbou benzodiazepiny.[65]

## Nežádoucí účinky
Nejčastější vedlejší účinky benzodiazepinů jsou spjaty s jejich sedativním a myorelaxačním účinkem. Patří mezi ně ospalost, závratě a snížená pozornost a soustředění. Poruchy pohybové koordinace mohou vést k pádům a úrazům, zvlášť u starších osob. Narušeny jsou i řidičské schopnosti a při řízení pod vlivem benzodiazepinů je tedy vyšší riziko dopravních nehod. K dalším vedlejším účinkům patří snížení libida a problémy s erekcí. Může se vyvinout deprese a ztráta sebekontroly. Při nitrožilním podání může dojít k poklesu krevního tlaku a k útlumu dýchání. Méně často se vyskytuje nauzea a změny chuti, rozostřené vidění, schvácenost, euforie, depersonalizace a noční můry. Byly popsány i případy toxicity pro játra, nicméně jsou velmi řídké.

### Paradoxní reakce
Někdy se při podávání benzodiazepinů mohou objevit paradoxní reakce, například křeče u epileptiků, agrese, impulzivita, podrážděnost nebo sebevražedné chování. Tyto reakce se vysvětlovaly jako důsledky disinhibice, tedy ztráty kontroly nad společensky nepřijatelným chováním. Paradoxní reakce jsou v obecné populaci vzácné, s výskytem pod 1 % a v míře srovnatelné s placebem. Častější jsou ovšem při rekreačním užívání benzodiazepinů, u osob s hraniční poruchou osobnosti, u dětí a u pacientů s režimem vysokých dávek benzodiazepinů. U těchto skupin jsou zřejmě nejvýznamnějším rizikovým faktorem impulzivní poruchy; významná rizika jsou také při poruchách učení a při neurologických poruchách. Většina zpráv o disinhibici uvádí vysoké dávky vysoce potentních benzodiazepinů. Paradoxní reakce se mohou objevovat častěji také při dlouhodobém užívání benzodiazepinů.

### Kognitivní účinky
Krátkodobé užívání benzodiazepinů může nežádoucím způsobem ovlivňovat řadu oblastí vnímání, zejména tak, že interferuje s tvorbou a konsolidací nových vzpomínek; může vyvolat i úplnou anterográdní amnezii. Ohledně účinků dlouhodobého podávání však mají vědci rozdílné názory. Jeden z pohledů na tuto věc říká, že krátkodobé účinky pokračují i dlouhodobě a mohou se i zhoršovat. Jiný pohled však tvrdí, že kognitivní deficity se při dlouhodobém užívání benzodiazepinů objevují jen krátce po podání dávky, nebo že jsou příčinou takových deficitů úzkostné poruchy.
Přestože chybí definitivní studie, první z pohledů má podporu v metaanalýze 13 malých studií z roku 2004. Tato metaanalýza zjistila, že dlouhodobé podávání benzodiazepinů bylo spojeno se středními až silnými nežádoucími účinky ve všech oblastech vnímání, přičemž nejčastěji zjištěna byla porucha časoprostorové paměti. Zjišťováno bylo snížení IQ, poruchy viziomotorické koordinace, zpracování informací, verbální učení a soustředění. Autoři metaanalýzy a pozdější recenzent poznamenali, že aplikovatelnost této metaanalýzy je omezená, protože zkoumané osoby pocházely především z pacientů s odvykacími příznaky, nebylo definováno koexistující užívání drog a alkoholu ani duševní poruchy, navíc několik z daných studií provádělo zkoumání během doby odvykání.

### Dlouhodobé účinky
Mezi dlouhodobé nežádoucí účinky benzodiazepinů patří obecná deteriorace tělesného i duševního zdraví, která má tendenci v čase sílit. Ne každý pacient se však s takovými účinky setká. Dalšími dlouhodobými účinky mohou být kognitivní poruchy nebo afektivní a behaviorální poruchy. Mohou se objevovat pocity zmatenosti, obtížnost konstruktivního myšlení, ztráta sexuální apetence, agorafobie a sociální fobie, úzkost a deprese, ztráta zájmu o zábavu a koníčky nebo neschopnost zaznamenat či vyjádřit své pocity. Objevuje se také změněné vnímání sebe sama, okolního prostředí a vztahů.

### Abstinenční syndrom

#### Tolerance, závislost a vysazení
Hlavním problémem chronického užívání benzodiazepinů je vývoj tolerance a závislosti. Tolerance se projevuje jako snížená farmakologická účinnost a na sedativní, hypnotický, antikonvulzivní a myorelaxační účinky se vyvíjí poměrně rychle. Tolerance na anxiolytické účinky pomaleji, ale je jen málo důkazů o přetrvávající účinnosti po čtyřech až šesti měsících nepřetržitého užívání. Přesto takové důkazy jsou, a jsou protidůkazem postoje z literatury, že se tolerance často vyskytuje a že se úzkost může při dlouhodobém podávání benzodiazepinů dokonce zhoršovat.
Podle některých důkazů tolerance na amnestické účinky obecně nevzniká. Ani tato oblast však není dostatečně objasněna. Některé důkazy ukazují na vývoj částečné tolerance a na to, že „poruchy paměti jsou omezeny na úzké okno 90 minut po každé dávce“.
Přerušení užívání benzodiazepinů nebo náhlé snížení dávky, i po relativně krátké době léčby (3-4 týdny), může vyústit ve dvě skupiny symptomů: „rebound fenomenu“ a abstinenčnímu syndromu. Rebound znamená návrat příznaků poruchy, pro kterou byl pacient léčen, ovšem v horší podobě než původně. Abstinenční příznaky jsou nové symptomy pramenící přímo z vysazení benzodiazepinů; jsou hlavním znakem fyzické závislosti.

#### Abstinenční příznaky a jejich léčba

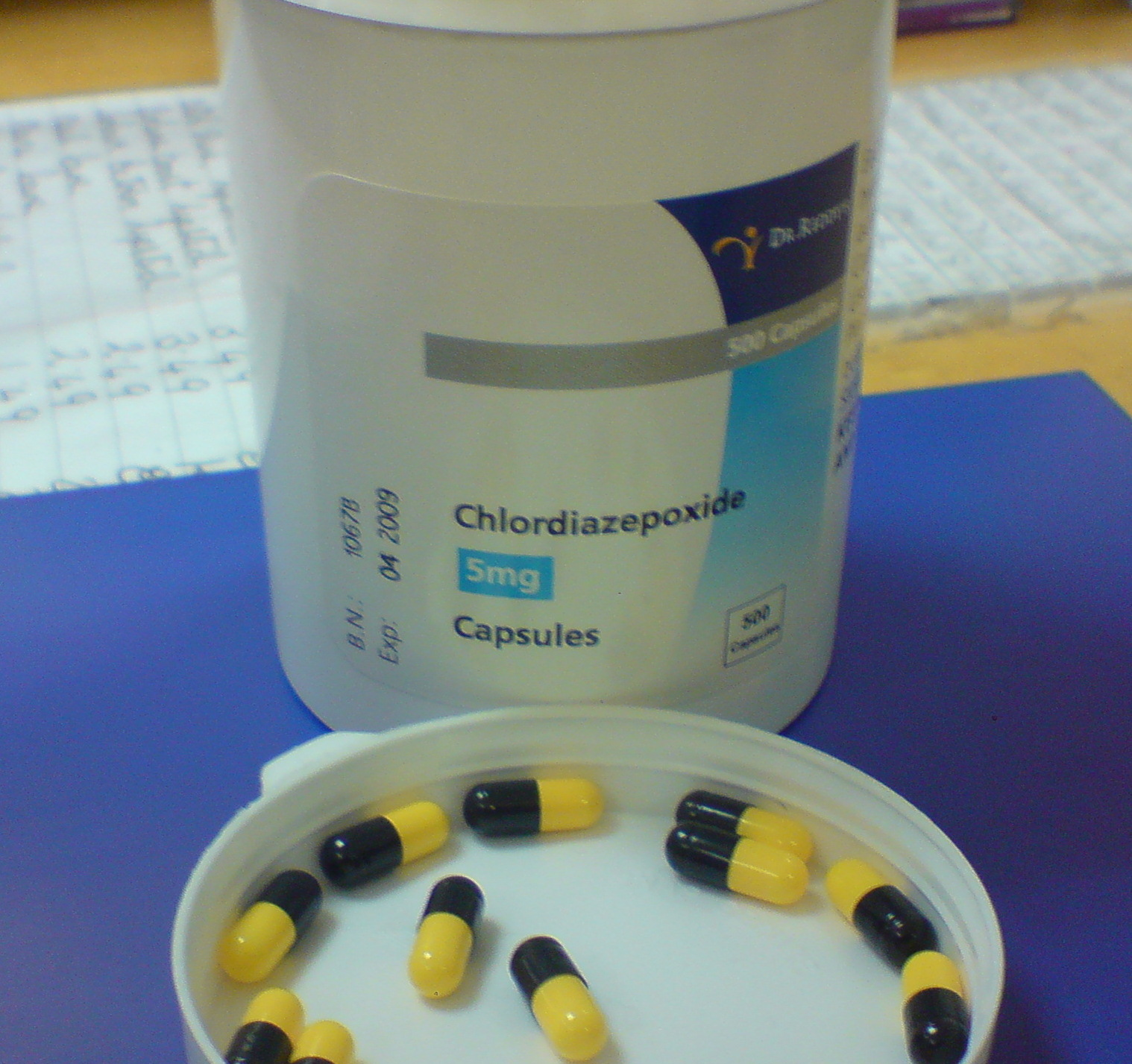
Chlordiazepoxid – kapsle 5 mg; někdy se používá jako alternativa diazepamu při odvykání benzodiazepinům. Podobně jako diazepam má dlouhý eliminační poločas a dlouhodobě působící aktivní metabolity.

Mezi nejčastější abstinenční symptomy benzodiazepinů patří nespavost, žaludeční problémy, tremory, agitace, ustrašenost a svalové spasmy. Méně často se vyskytuje podrážděnost, pocení, depersonalizace, derealizace, přecitlivělost na podněty, deprese, sebevražedné chování, psychóza, křeče a delirium tremens. Vážné příznaky se většinou objevují při prudkém nebo příliš rychlém vysazení benzodiazepinů. Takové vysazení může být nebezpečné, dávky je doporučeno snižovat pomalu.
Abstinenční příznaky se mohou vyskytovat i při postupném snižování dávky, jsou ale obvykle méně závažné a mohou přetrvávat jako součást protrahovaného abstinenčního syndromu i měsíce po vysazení benzodiazepinů. Asi 10 % pacientů zaznamenává prodloužený abstinenční syndrom trvající řadu měsíců, někdy i rok nebo ještě déle. Příznaky jsou podobné jako ty, které se vyskytovaly hned po vysazení, ale obvykle mají subakutní podobu. Postupem času se zmenšují, až nakonec zcela zmizí.
Pacienti a lékaři často nahlížejí na benzodiazepiny jako na látky způsobující těžké a traumatizující abstinenční příznaky. To je však ze značné části proto, že bývá proces jejich vysazování špatně řízen. Příliš rychlé vysazení zvyšuje závažnost abstinenčního syndromu i pravděpodobnost neúspěchu jeho zvládnutí. Nejlepším způsobem efektivního boje proti abstinenčnímu syndromu je pomalé a postupné snižování dávek, přizpůsobené konkrétnímu pacientovi, a ve vhodných případech také psychologická podpora. Názor na čas potřebný k úplnému vysazení benzodiazepinů se pohybuje od čtyř týdnů až do několika let. Byla navržena cílová doba pod šest měsíců, ovšem některé faktory (typ a dávka léčiva, důvod nasazení, životní styl, osobnost, míra stresů, míra dostupné podpory atd.) ji mohou prodloužit na rok či více. Vysazování benzodiazepinů se nejlépe zvládá převodem fyzicky závislého pacienta na ekvivalentní dávku diazepamu, který má ze všech benzodiazepinů nejdelší biologický poločas, je metabolizován na dlouhodobě působící aktivní metabolity a je k dispozici v tabletách s nízkými dávkami, které lze ještě dále čtvrtit. Pro ještě jemnější dávkování lze využít i kapalnou formu tohoto léčiva, která je rovněž dostupná. Alternativou je použití chlordiazepoxidu, který má také dlouhý poločas a dlouhodobé aktivní metabolity. Snižování dávky lze realizovat periodickým zmenšováním velikosti tablet.
Nebenzodiazepinová hypnotika jsou při odvykání benzodiazepinům kontraindikována; projevuje se u nich totiž křížová tolerance s benzodiazepiny a mohou vyvolat závislost. Křížová tolerance je také u alkoholu, který je navíc toxičtější a proto je třeba se vyvarovat toho, aby jedna závislost (na benzodiazepinech) byla nahrazena novou (na alkoholu). Pokud to jde, je nejlepší se obejít také bez fluorchinolonových antibiotik – vytlačují benzodiazepiny z jejich vazebných míst a snižují aktivitu GABA, proto mohou zhoršit abstinenční příznaky. Nejsou doporučena ani antipsychotika (obecně při stavech odvykání jakýchkoli látech tlumících CNS), zejména klozapin, olazapin nebo nízkopotentní fenothiaziny, například chlorpromazin. Snižují práh pro vznik křečí a opět tak mohou zhoršit abstinenční příznaky. Při nutnosti je používat je na místě extrémní opatrnost.
Vysazení dlouhodobě podávaných benzodiazepinů je pro většinu osob přínosné. Obecně zlepšuje tělesné i duševní zdraví, zvláště u starších lidí. Některé osoby sice uvádějí, že je trvalé podávání pro ně lepší, to ale může být tím, že jsou potlačeny abstinenční příznaky, které by se při vysazování dostavily.

## Předávkování

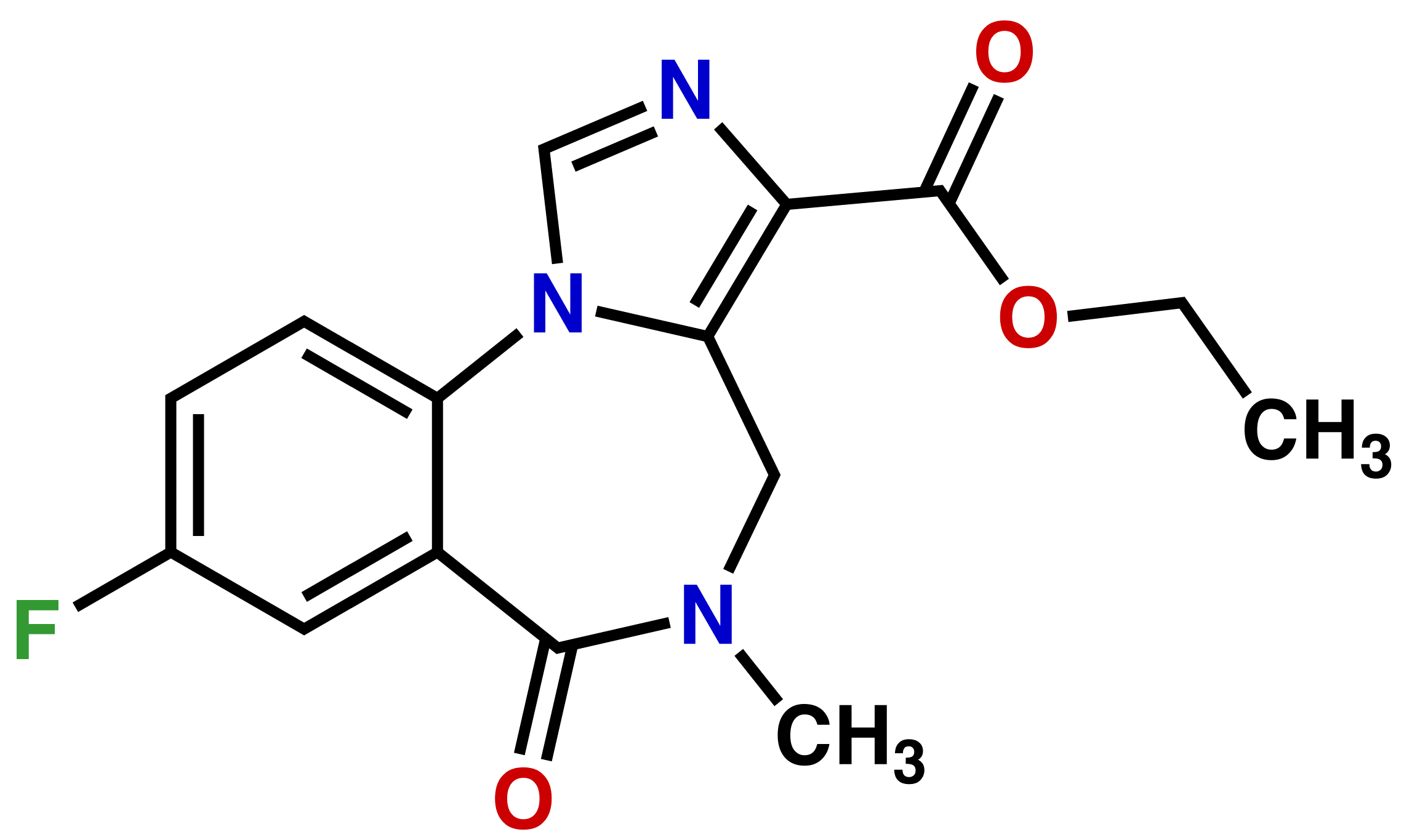
Použití flumazenilu při předávkování benzodiazepiny je kontroverzní.

Přestože jsou benzodiazepiny z hlediska předávkování mnohem bezpečnější než jejich předchůdci, barbituráty, mohou i ony způsobovat problémy. Jsou-li užity samostatně, při předávkování jen vzácně působí vážné komplikace; statistiky z Anglie ukazují, že benzodiazepiny byly zodpovědné za 3,8 % všech úmrtí způsobených otravou jedním samostatným léčivem. Pokud se ale zkombinují s alkoholem, opiáty nebo tricyklickými antidepresivy, jejich toxicita výrazně stoupá. Starší osoby jsou na vedlejší účinky benzodiazepinů citlivější, otrava může nastat i při jejich dlouhodobém podávání. Různé benzodiazepiny se v toxicitě liší; jako nejtoxičtější při předávkování a při kombinaci s jinými látkami se ukazuje temazepam. Mezi příznaky předávkování benzodiazepiny patří ospalost, nesrozumitelná řeč, nystagmus, hypotenze, ataxie, kóma, respirační útlum až kardiopulmonární zástava.
Proti otravě benzodiazepiny existuje antidotum: flumazenil. Jeho rutinní použití ale není doporučeno vzhledem k velkému riziku resedace (opětovný útlum) a křečí. Ve dvojitě slepém, placebo-kontrolovaném testu na 326 pacientech se u čtyř osob objevily závažné vedlejší účinky, u 61 % pacientů byla zaznamenána resedace. Existuje také řada kontraindikací – například u pacientů po dlouhodobém užívání benzodiazepinů, při užívání látek zvyšující pohotovost ke křečím nebo sklony k arytmii a u osob s abnormálním stavem vitálních funkcí. Podle jedné studie je vhodnými kandidáty pro léčbu flumazenilem pouze 10 % pacientů předávkovaných benzodiazepiny.

## Kontraindikace
Vzhledem k myorelaxačnímu účinku mohou benzodiazepiny způsobovat u vnímavých osob útlum dýchání. Proto jsou kontraindikovány u pacientů s myasthenií gravis, spánkovou apnoí, bronchitidou a COPD. Opatrnosti je třeba při užívání benzodiazepinů při poruchách osobnosti a mentální retardaci; často se totiž objevují paradoxní reakce. Při depresi mohou benzodiazepiny podporovat sebevražedné tendence a mohou být pak použity k předávkování za sebevražednými účely. Osoby s anamnézou závislosti na alkoholu, opioidech nebo barbiturátech by se měly benzodiazepinům vyhnout, protože jejich kombinace s uvedenými látkami může vést k životu nebezpečné interakci.

### Těhotenství
V USA řadí úřad FDA benzodiazepiny do kategorie D nebo X, protože se ukázalo, že mohou ohrozit lidský plod v děloze.
Expozice benzodiazepinům v těhotenství je spojována se slabě zvýšeným (0,06 až 0,07 %) rizikem rozštěpu patra u novorozenců; takový závěr je však kontroverzní, protože některé studie žádnou takovou spojitost neprokázaly. Užívání benzodiazepinů krátce před porodem může vést k hypotonickému syndromu (tzv. „floppy baby“ – hypotonie, hypotermie, letargie, obtíže s dýcháním a výživou). Případy novorozeneckého abstinenčního syndromu byly popsány u dětí, které byly v děloze chronicky vystaveny benzodiazepinům. Tento syndrom lze obtížně rozpoznat, protože začíná až několik dní po porodu; například u chlordiazepoxidu je to až 21 dnů. Objevuje se při něm tremor, hypertonie, hyperreflexie, hyperaktivita a zvracení, syndrom může přetrvat i 3 až 6 měsíců. Snižování dávky během těhotenství může snížit závažnost syndromu. Pokud už je třeba podávat v těhotenství benzodiazepiny, doporučují se spíše takové, které mají lepší a delší bezpečnostní historii, například diazepam nebo chlordiazepoxid, než potenciálně škodlivější látky, např. alprazolam či triazolam. Používání co nejnižší účinné dávky po co nejkratší dobu minimalizuje rizika pro dítě.

### Vyšší věk
Přínosy benzodiazepinů jsou nejnižší a rizika naopak nejvyšší u starších osob. Ve vyšším věku roste riziko závislosti a zvyšuje se náchylnost k vedlejším účinkům, například problémům s paměti, útlumem přes den, narušená koordinace pohybu a zvýšené nebezpečí pádů a dopravních nehod. Dlouhodobé účinky benzodiazepinů a závislost na nich může připomínat demenci, depresi nebo úzkostné syndromy; postupně se navíc mohou zhoršovat. Kognitivní nežádoucí účinky si lze splést s projevy stáří. Výhodou vysazení benzodiazepinů je zlepšené vnímání, pozornost a mobilita, snížené riziko inkontinence, pádů a tedy i zlomenin. Postupné snižování dávek benzodiazepinů je u starších osob stejně úspěšné jako u mladších. Starším osobám by se měly benzodiazepiny předepisovat s opatrností a jen krátkodobě, s nízkými dávkami. Preferovány jsou krátko- až střednědobě působící léčiva, například oxazepam nebo temazepam. Vysoce potentní benzodiazepiny (např. alprazolam nebo triazolam), stejně jako benzodiazepiny dlouhodobě působící doporučeny nejsou, protože vyvolávají silnější nežádoucí účinky. Jako alternativy se používají nebenzodiazepinová hypnotika, například zaleplon nebo zolpidem, případně nízké dávky sedativních antidepresiv.
Dlouhodobé podávání benzodiazepinů se spojováno se zvýšeným rizikem kognitivních poruch, nicméně jeho vztah s demencí zůstává nevyřešen. Stejně tak není zatím jasná ani souvislost mezi dřívějším užíváním benzodiazepinů a zhoršením kognitivních funkcí.
Benzodiazepiny se někdy předepisují na potlačování behaviorálních symptomů demence. Ovšem podobně jako u antidepresiv, jsou jen malé důkazy o jejich účinnosti, přestože antipsychotika určité přínosy vykazují. Negativní účinky na kognitivní funkce, které se u starších osob často vyskytují, mohou demenci naopak zhoršit.